# Lambertz Open by STAWAG 2007
Il Lambertz Open by STAWAG 2007 è stato un torneo di tennis facente parte della categoria ATP Challenger Series nell'ambito dell'ATP Challenger Series 2007. Il torneo si è giocato a Aquisgrana in Germania dal 29 ottobre al 4 novembre 2007 su campi in sintetico indoor.

## Vincitori

### Singolare
Evgenij Korolëv ha battuto in finale  Andreas Beck con il punteggio di 6–4, 6–4

### Doppio
Philipp Petzschner /  Alexander Peya hanno battuto in finale  Dominik Meffert /  Miša Zverev con il punteggio di 6–3, 6–2